# Acanthastrea brevis
Acanthastrea brevis là một loài san hô trong họ Mussidae. Loài này được Milne Edwards & Haime mô tả khoa học năm 1849.